# Morelandita
La morelandita és un mineral de la classe dels arsenats, que pertany al grup de l'hedifana.

## Característiques
La morelandita és un arsenat de fórmula química Ca₂Ba₃(AsO₄)₃Cl. Va ser aprovada com a espècie vàlida per l'Associació Mineralògica Internacional l'any 1977. Cristal·litza en el sistema hexagonal, en forma de segregacions irregulars en calcita, de fins a 2,5 cm. La seva duresa a l'escala de Mohs és 4,5. És l'anàleg amb bari de la mimetita.
Segons la classificació de Nickel-Strunz la morelandita pertany a «08.BN - Fosfats, etc. amb anions addicionals, sense H₂O, només amb cations de mida gran, (OH, etc.):RO₄ = 0,33:1» juntament amb els següents minerals: aradita, magganasita, fluorpiromorfita, fluorsigaiïta, fluoralforsita, alforsita, belovita-(Ce), clorapatita, mimetita-M, johnbaumita-M, fluorapatita, hedifana, hidroxilapatita, johnbaumita, mimetita, piromorfita, fluorstrofita, svabita, turneaureïta, vanadinita, belovita-(La), deloneïta, fluorcafita, kuannersuïta-(Ce), hidroxilapatita-M, fosfohedifana, hidroxilpiromorfita, estronadelfita, fluorfosfohedifana, carlgieseckeïta-(Nd), vanackerita, miyahisaïta, pieczkaïta, hidroxilhedifana, pliniusita, parafiniukita, arctita, krügerita i goryainovita.

## Formació i jaciments
Va ser descoberta a la mina Jakobsberg, al districte de Nordmark, a Filipstad (Värmland, Suècia), l'únic indret on ha estat trobada. Sol trobar-se associada a altres minerals com la calcita i la hausmannita.